# Winter-Universiade 1964/Skispringen
Bei der Winter-Universiade 1964 wurde ein Wettbewerb im Skispringen ausgetragen.

## Bilanz

### Medaillenspiegel
| Platz  | Land        | Gold | Silber | Bronze | Gesamt |
| ------ | ----------- | ---- | ------ | ------ | ------ |
| 1      | Österreich  | 1    | –      | –      | 1      |
| 2      | Sowjetunion | –    | 1      | –      | 1      |
| 3      | Polen       | –    | –      | 1      | 1      |
| Gesamt | Gesamt      | 1    | 1      | 1      | 3      |

### Medaillengewinner
| Disziplin            | Gold          | Silber       | Bronze         |
| -------------------- | ------------- | ------------ | -------------- |
| Normalschanze Männer | Baldur Preiml | Juri Subarew | Andrzej Sztolf |